# Spinetoli
Spinetoli (Spënìtëlë in dialetto ascolano) è un comune italiano di 7 149 abitanti della provincia di Ascoli Piceno nelle Marche.

## Geografia fisica
A breve distanza dalla costa adriatica, Spinetoli sorge su un modesto poggio (177 m s.l.m.) a ridosso della Salaria, sulla riva sinistra del fiume Tronto presso la confluenza con il torrente Fiobbo.

## Origini del nome
Il toponimo Spinetoli deriverebbe dalla parola "spine" e, precisamente, da "Spinetola" o "Spineola", cioè il nome del colle su cui venne edificato il paese, così chiamato forse per la gran quantità di rose-spine che vi fiorivano; in alternativa, potrebbe derivare da una parola di origine etrusca, collegandosi al nome di un paese alle foci del Po, e precisamente nelle valli Trebba e Pega, presso Comacchio: la città di Spina (in lingua etrusca significa porto, foce), che era un centro importante della civiltà etrusca, scelto per la sua posizione geografica favorevole, al riparo di tempeste e pirati.

## Storia

### Preistoria e antichità
I primi insediamenti umani rinvenuti nel territorio di Spinetoli risalgono all'epoca picena: è qui che negli anni 1870 gli scavi archeologici rivelarono l'esistenza di una necropoli del VII-V secolo a.C.
Quando i Piceni vennero in contatto con i Romani, riuscirono dapprima a contenerne le mire espansionistiche con un'alleanza (foedus aequum); poi, tuttavia, dovettero soccombere alla campagna militare del 268 a.C., condotta dai consoli Sempronio Sofo e Appio Claudio Russo.
Nella decisiva battaglia di Ascoli, secondo la tradizione, i Piceni furono spaventati a morte da un terremoto che ne provocò la ritirata e facilitò la vittoria romana. Per questo, proprio nel luogo di fondazione di Spinetoli, il console Sofo avrebbe fatto edificare un tempio votivo alla dea Tellure.
I Romani pacificarono la regione e inclusero il colle nell'Ager Asculanus, uno dei territori che avrebbero composto la regione picena augustea.

### Medioevo
Con la caduta dell'impero romano, litorali e fondivalle restarono esposti al pericolo delle invasioni barbariche, e le alture tornarono ad essere luoghi privilegiati di difesa. L'incastellamento interessò Spinetoli già nell'alto medioevo, ma è dopo il 1000 che il castrum, posseduto dai monaci farfensi, viene citato dalle prime bolle papali.
Spinetoli divenne proprietà del vescovo di Ascoli, Emmone (1006-1036), nell'anno 1030, e poco dopo (1052) Leone IX ne confermò il possesso del successore di quegli, Bernardo II (1045-1069). Tornò ai farfensi per concessione di Enrico V, ma essi dividevano la sovranità con un feudatario investito dal vescovo.
La postazione spinetolese si rivelò decisiva nel preservare Ascoli dall'invasione normanna di Roberto il Guiscardo. Questi, che deteneva già l'Italia meridionale, aveva varcato il Tronto con l'appoggio di Gregorio III, occupando con successo Fermo e Spoleto ma fallendo l'obiettivo contro i castelli truentini.
Alle devastazioni normanne seguirono quelle sveve e, più tardi, l'Ascolano visse altre gravi sciagure con pestilenze (la più grave delle quali nel 1348), carestie e un terremoto; di lì a un secolo, tutta la regione avrebbe poi conosciuto l'oppressione della dominazione sforzesca (anni 1430-1440).
Spinetoli apparteneva allo Stato di Ascoli, ed era perciò coinvolta nelle secolari lotte con Fermo per l'egemonia sul Piceno. Possedeva un proprio statuto (XVI secolo), un podestà, un consiglio e quattro priori. Nel frattempo, a valle, si era venuta formando Pagliare. Su questo insediamento, prima di capanne poi in muratura, fondato dagli abitanti di Pantorano (Mozzano), Spinetoli ebbe giurisdizione.

### Età moderna e contemporanea
Un curioso episodio occupa le cronache spinetolesi e nazionali del Seicento. Ne fu protagonista un certo Giacinto Centini, nipote del cardinale Felice, che era vescovo di Macerata ed era stato papabile nel 1623. Centini anelava ai privilegi che avrebbe offerto la condizione di nipote del papa, e sperava perciò nella morte di Urbano VIII e nella successiva elezione di suo zio. Poiché Urbano godeva di ottima salute, nel 1630 Centini pensò bene di "dargli una spinta", essenzialmente tramite sortilegi e con l'ausilio di frati dediti alla stregoneria. Scoperte le pratiche a causa della delazione di un frate (che era stato designato dagli altri congiurati come vittima di un sacrificio umano), Centini fu condotto davanti all'Inquisizione e da questa fatto decapitare il 22 aprile 1634.
Occupata nel 1501 dalla famiglia ghibellina ascolana dei Guiderocchi, Spinetoli fu saccheggiata nel 1538 dalla milizia di Paolo III. Il capitano delle truppe pontificie Niccolò Ardighelli cadde però vittima di un'imboscata, e in ritorsione il papa sottrasse il castello al dominio ascolano. Esso vi tornò nel 1543. Sotto Paolo IV, fino al 14 settembre 1557, Spinetoli si trovò coinvolta nella guerra contro Carlo V, che fu devastante e si concluse con la conservazione del Piceno da parte dello Stato Pontificio.
Quando l'avvento di Napoleone provocò la prima caduta del governo della Chiesa, Spinetoli entrò a far parte della Repubblica Romana (28 febbraio 1798), e successivamente del Regno d'Italia (1805), restando inclusa nel nuovo dipartimento del Tronto. Sotto Bonaparte il paese, che apparteneva a Monsampolo, conquistò il capoluogo comunale nel 1811. Quando poi i due comuni furono separati, a Spinetoli fu aggregata Pagliare, all'epoca frazione di Colli. Il comune di Pagliare creato in seguito dalla Restaurazione ebbe vita breve (cinquant'anni) e fu soppresso dopo l'Unità d'Italia.

## Monumenti e luoghi d'interesse

### Architetture religiose
- Santuario Madonna delle Grazie: secondo un'antica tradizione, intorno al 1300 un pittore ignoto dipinse su di un pezzo di tufo l'immagine della Madonna col Bambino. In seguito ad apparizioni mariane e miracoli che si sarebbero verificati, l'immagine iniziò a essere oggetto di devozione popolare. Dapprima si realizzò un'edicola votiva, poi si costruì una chiesa, inaugurata nel 1763 e trasformata in santuario nel 1948. L'affresco dell'immagine fu staccato dal tufo e trasferito sull'altare maggiore nel 1953[7].

- Chiesa di S. Maria Assunta: consacrata nel 1367 dal vescovo Agapito Colonna, probabilmente venne edificata sui resti di un'altra chiesa più antica antecedente all'anno 1000 e dedicata alla Santissima Trinità, a sua volta edificata sui resti di un tempio romano dedicato alla dea Tellure. All'interno si trova un organo del 1858, opera di Vincenzo Paci.

- Chiesa di San Rocco: costruita intorno al 1500, è ricca di affreschi e bassorilievi in gesso.

- Chiesa di S. Antonio Abate: è stata inaugurata nel 1813 in seguito all'istituzione della Parrocchia di Pagliare, avvenuta nel 1797.

- Altre chiese recenti sono: la chiesa di San Pio X (frazione S. Pio X); la chiesa di San Paolo (frazione Pagliare) e la chiesa dell'Immacolata (Casa Santa Maria - Frazione Pagliare).
- NON RELIGIOSO
- Fabbrica Adriatica bitumi posta tra il comune in questione e Colli del Tronto. Questa azienda è centro di numerose contestazioni da parte dei cittadini in quanto sorge vicino ad abitazioni,  ogni sera emette odori molto forti di catrame compromettendo la salute dei cittadini. Dovrebbe essere spostata a norma di legge nella zona industriale ma dopo quasi 20 anni non è stato ancora messo in atto alcun piano di riqualificazione.

## Società

### Evoluzione demografica
Abitanti censiti

## Geografia antropica

### Frazioni
Spinetoli ha due frazioni principali, Villa San Pio X e Pagliare del Tronto, entrambe situate lungo la valle del Tronto, e altre due frazioni minori, Villa Ciarulli e Villa Palazzi, che si trovano lungo la strada che va da Pagliare a Spinetoli. Pagliare sorse nel XV-XVI secolo da insediamenti di popolazioni montane, e fu per qualche tempo anche comune autonomo, fino ad essere assorbita nel 1866 dal comune di Spinetoli.
Nel corso degli anni si sviluppò fino a diventare molto più grande e importante dello stesso capoluogo (possiede infatti oltre 5 600 abitanti, contro i circa 700 di Spinetoli), senza mai riacquistare lo status comunale.

## Economia

### Artigianato
Tra le attività economiche più tradizionali, diffuse e attive vi sono quelle artigianali, come l'arte del merletto rinomata in tutto il mondo.

## Infrastrutture e trasporti

### Strade
Il comune di Spinetoli è collegato principalmente dal Raccordo autostradale 11 (collegamento est-ovest, dall'autostrada A14 fino confluire nella Strada statale 4 Via Salaria e proseguire verso Roma) ed ha lo svincolo "Spinetoli".

### Ferrovie
Nella località sono presenti due fermate ferroviarie, denominate Spinetoli-Colli e Spinetoli Villa San Pio X, poste lungo la ferrovia Ascoli Piceno-San Benedetto del Tronto e servite dalle relazioni regionali Trenitalia svolte nell'ambito del contratto di servizio stipulato con la Regione Marche.

### Mobilità urbana
Il trasporto pubblico suburbano a Spinetoli è gestito con autocorse svolte dalla società START.

## Amministrazione
| Periodo        | Periodo        | Primo cittadino    | Partito                                           | Carica  | Note   |
| -------------- | -------------- | ------------------ | ------------------------------------------------- | ------- | ------ |
| 12 luglio 1985 | 1º luglio 1990 | Giovanni Ameli     | Partito Comunista Italiano                        | Sindaco | [ 10 ] |
| 1º luglio 1990 | 24 aprile 1995 | Elio Aureli        | Partito Socialista Italiano                       | Sindaco | [ 10 ] |
| 24 aprile 1995 | 14 giugno 1999 | Emidio Mandozzi    | Lista civica                                      | Sindaco | [ 10 ] |
| 14 giugno 1999 | 14 giugno 2004 | Emidio Mandozzi    | Lista civica                                      | Sindaco | [ 10 ] |
| 14 giugno 2004 | 8 giugno 2009  | Angelo Canala      | Lista civica Solidarietà, lavoro e partecipazione | Sindaco | [ 10 ] |
| 8 giugno 2009  | 25 maggio 2014 | Angelo Canala      | Lista civica Solidarietà, lavoro e partecipazione | Sindaco | [ 10 ] |
| 26 maggio 2014 | 27 maggio 2019 | Alessandro Luciani | Lista civica Solidarietà, lavoro e partecipazione | Sindaco | [ 10 ] |
| 27 maggio 2019 | 10 giugno 2024 | Alessandro Luciani | Lista civica Solidarietà, lavoro e partecipazione | Sindaco | [ 10 ] |
| 10 giugno 2024 | in carica      | Alessandro Luciani | Lista civica Solidarietà, lavoro e partecipazione | Sindaco | [ 10 ] |

### Gemellaggi
- Koronowo[11]
- Bristol (contea di Bucks), dal 2008[12]

## Sport

### Calcio
La squadra di calcio principale è il Pagliare che milita in Eccellenza, le altre tre squadre sono:
- Olimpia Spinetoli (Seconda Categoria)
- Virtus Pagliare (Seconda Categoria)
- San Pio Spinetoli (Terza Categoria)

### Arti Marziali
Il club di arti marziali principale è il Shuukaze Dojo che milita nel Campionato Nazionale del Centro Nazionale Sportivo Libertas nella disciplina del judo ma anche in quello del sumo, specialità in cui il club risulta essere l'unico presente sul territorio provinciale (secondo i dati del pubblico registro delle società sportive del CONI).